# تپه چقا پوکه
تپه چقا پوکه مربوط به عصر مس - سده‌های ۵ تا ۷ ه.ق است و در شهرستان کوهدشت، بخش مرکزی، دهستان کوهدشت جنوبی، روستای چقا پوکه واقع شده و این اثر در تاریخ ۲۳ بهمن ۱۳۸۵ با شمارهٔ ثبت ۱۷۱۴۹ به‌عنوان یکی از آثار ملی ایران به ثبت رسیده است.